# 16º Stormo "Protezione delle Forze"
Il 16º Stormo "Protezione delle Forze" è un reparto di Force Protection for Air Operations dell'Aeronautica Militare, istituito il 25 maggio 2004, la cui mission è la seguente:
- Assicurare, secondo i livelli di prontezza assegnati, l’operatività delle componenti specialistiche di Force Protection for Air Operations, per garantire il concorso alla protezione del personale, sistemi d’arma, mezzi e materiali nonché aree, sedimi e infrastrutture di particolare interesse per la Forza Armata, ubicati sul territorio nazionale o all’estero, anche in ambiente contaminato o sotto minaccia CBRN.
- Integrare, organizzare e/o coordinare in operazioni nazionali e internazionali, anche a carattere interforze, i dispositivi di Force Protection for Air Operations sui sedimi d’interesse, contribuendo all’integrazione degli assetti aerei con le forze di superficie. Effettuare, in qualità di Polo Addestrativo Nazionale di Forza Armata, corsi per il conseguimento della qualifica Difesa Terrestre e nel settore S.T.O./F.P. 
- Proiettare componenti di Force Protection for Air Operations anche tramite l’attività aviolancistica.
I compiti operativi sono garantiti dalla componente Fucilieri dell'Aria, della consistenza di un Battaglione e dal Gruppo Addestramento STO/FP (Survive to Operate/Force Protection).

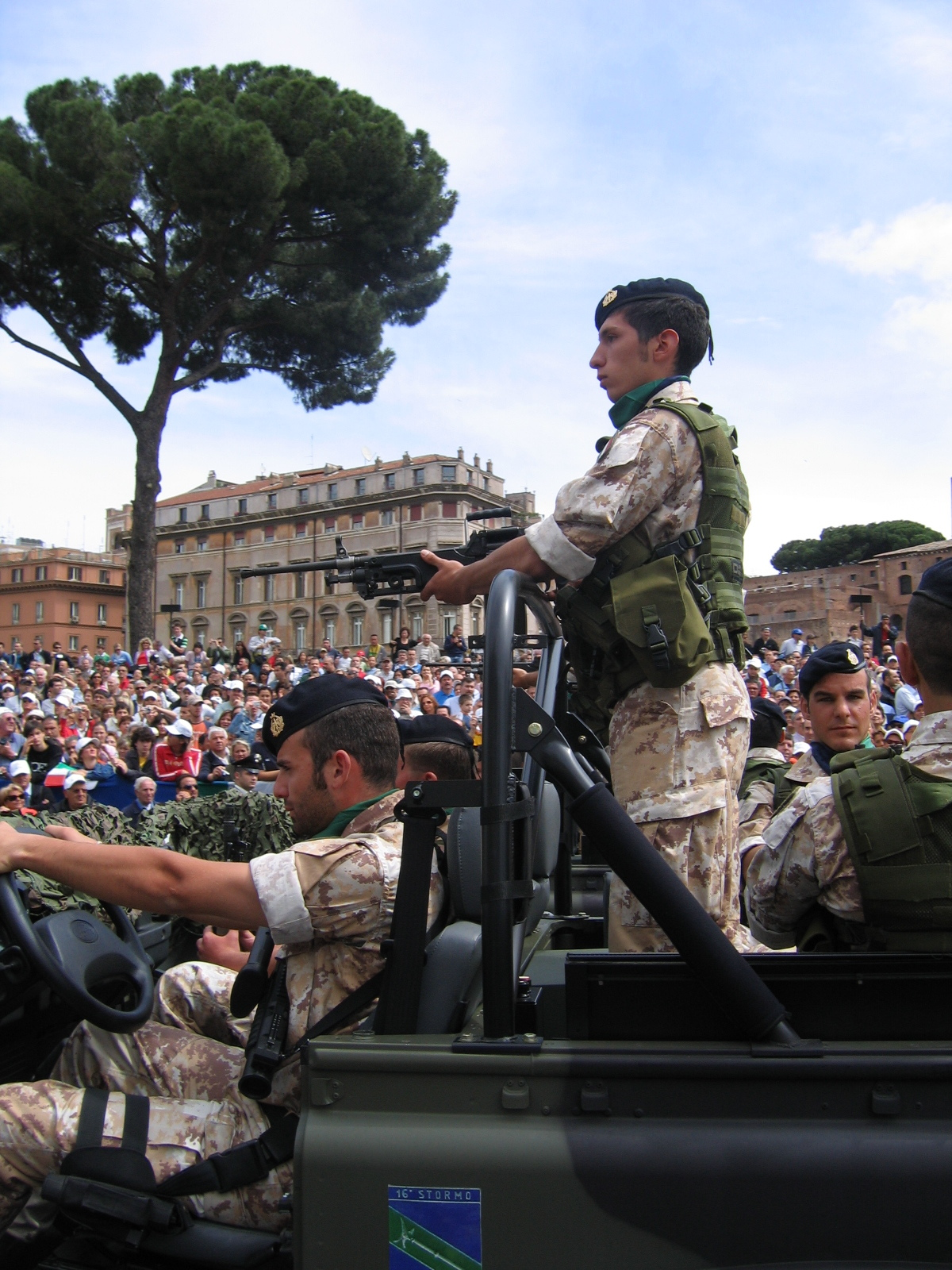
Un fuciliere dell'aria del 16°

Il Battaglione Fucilieri dell’Aria è stato istituito in luogo del canonico Gruppo di Volo, presente negli Stormi di accezione classica. La sede operativa e logistica dello Stormo si trova a Martina Franca (in provincia di Taranto), ed è alle dipendenze del Comando Forze per la Mobilità e il Supporto dell'Aeronautica Militare.

## Storia

### XVI Gruppo
Il XVI Gruppo Aeroplani da Caccia fu costituito in seno alla 4ª Armata, dopo Caporetto, il 16 novembre 1917 usando come base l'Aeroporto di Istrana. Il reparto si distinse per un feroce scontro aereo il 26 dicembre, quando sui cieli di Istrana i suoi piloti abbatterono 9 velivoli nemici. La battaglia valse al Reparto l'unica onorificenza concessa ad un Gruppo di Volo durante il primo conflitto mondiale, la Medaglia di Bronzo al Valor Militare.
Il 7 maggio 1923, all'indomani della costituzione della Regia Aeronautica come Forza Armata, al pari del Regio Esercito e della Regia Marina, il XVI Gruppo confluì nel 6º Gruppo Caccia, che a sua volta confluì nel 1º Stormo Caccia Terrestre assieme al 13º Gruppo caccia ed al 23º Gruppo.
Nel dicembre 1936 il 16º Stormo era sull'Aeroporto di Vicenza con i Savoia-Marchetti S.M.81.

#### La seconda guerra mondiale
All'inizio della seconda guerra mondiale, il 6º Gruppo operò autonomamente con le proprie Squadriglie dalle basi di Catania e Comiso, rientrando a far parte del 1º Stormo C.T. il 25 luglio 1940. Per l'impegno profuso nella campagna di Malta (giugno 1941) il 1º Stormo ricevette la Medaglia d'argento al valor militare. Successivamente fu impiegato in Africa Settentrionale per missioni di ricognizione, caccia libera, scorta bombardieri e crociere di protezione a convogli. L'armistizio dell'8 settembre 1943 decretò lo scioglimento del 1º Stormo.
Al 10 giugno 1940 vi era il 16º Stormo Bombardamento Terrestre del Col. Francesco Cutry sull'aeroporto di Vicenza formato dal 50º Gruppo sui CANT Z.1007bis del Mag. Raffaele Orsolan con la 210ª e 211ª Squadriglia (5 CZ 1007 ognuna) ed il 51º Gruppo del Ten. Col. Antonio Marcucci con la 212ª e 213ª Squadriglia (5 CZ 1007 ognuna) nella 6ª Divisione Bombardamento Terrestre "Falco" del Gen. D.A. Tullio Toccolini di Padova della 1ª Squadra aerea. All'8 settembre 1943 era con il 50º Gruppo del Ten. Col. Alberto Ferrario all'Aeroporto di Cameri con la 210ª e 211ª Squadriglia e con l'88º Gruppo con la 265ª Squadriglia all'Aeroporto di Perugia con 1 CANT Z.1007 nella 3ª Squadra aerea, fino allo scioglimento al termine del conflitto.

### Il 16º Stormo I.T.
Il 1º maggio 1959, la 1ª Aerobrigata Intercettori Teleguidati (1ª A.B.I.T.) ereditò la Bandiera di Guerra del 1º Stormo Caccia Terrestre, acquisendone il distintivo di Reparto e le tradizioni storiche. 
La Brigata inizialmente era composta dal 6º Gruppo IT, dal 7º Gruppo IT e dal 17º Gruppo IT.
Il 6º Gruppo IT, in sede provvisoria all'Aeroporto di Campoformido con le seguenti Squadriglie IT dotate di Nike Ajax: 1^ a Ca' Tron (Roncade); 2^ a Ceggia; 3^ a Cordovado; 4^ e 64ª Squadriglia provvisoriamente a Campoformido.
Il 2 ottobre 1962 il 6º Gruppo si trasferì da Campoformido all’aeroporto di Treviso.
Il 1º febbraio 1964 il 6º Gruppo mutò denominazione in 16º Reparto IT.
Il 10 ottobre 1967 il 59º Gruppo iniziò ad operare dal Monte Pizzoc alle dipendenze del 16º Stormo che fino al 1977 aveva anche il 56º Gruppo IT di Ca’ Tron, il 57º Gruppo IT di Ceggia ed il 58º Gruppo IT di Cordovado.
Nel 1977 con la soppressione del 7º Reparto IT di Vicenza vedeva il 16º Reparto alle sue dipendenze fino al 1985: il 57º Gruppo IT di Ceggia, il 58º Gruppo IT di Cordovado, il 80º Gruppo IT di Conselve e l'81º Gruppo IT di Chioggia.
Tutti i Gruppi avevano capacità nucleare sui missili Nike Hercules.
Nel 1985 i Reparti I.T. di Treviso e di Padova, alle dipendenze della 1ª A.B.I.T., furono ridenominati 16º Stormo I.T. e 17º Stormo I.T.. Nello stesso anno, anche la 1ª Aerobrigata di Padova assunse la nuova denominazione di 1ª Brigata Aerea I.T..
Il 16º Stormo I.T. riadottò il primitivo simbolo del 6º Gruppo Aeroplani da Caccia, costituito da un bastone di comando con aquila ad ali spiegate sul suo pomolo. 
Il 31 maggio 1998 avvenne la dismissione del 16º Stormo IT.

### Fucilieri dell'aria
Il primo reparto di fanteria della Regia Aeronautica fu il Battaglione Loreto, istituito nel giugno 1942 e inquadrato nel 1º Reggimento d'assalto R.A "Amedeo d'Aosta", che fu impiegato nella Campagna del Nordafrica con compiti di avanguardia e presidio dei campi sgomberati dalla ritirata del nemico, affinché fosse possibile ripristinare le funzionalità degli aeroporti e delle aviosuperfici a uso militare.
Nel dopoguerra, dal 1958 l'Aeronautica Militare istituì la Vigilanza Aeronautica Militare, reparto di fanteria principalmente composto da militari di leva, destinati alla guardia e difesa delle installazioni aeronautiche e a compiti di rappresentanza.

#### Il 16º StormoProtezione delle Forze
A partire dell'esperienza maturata nella prima guerra del Golfo sino alle operazioni di peacekeeping più recenti, e colmando una lacuna che vedeva ormai l'Italia uno dei pochi Paesi Europei privi di tale componente (già rappresentato in Francia dalla BAFSI e nel Regno Unito dal RAF Regiment), e dopo la sospensione della ferma di leva, il 25 marzo 2004 lo Stato Maggiore dell'Aeronautica avviò un processo di ristrutturazione.
Il 24 maggio di quell'anno a Martina Franca, sul sedime già in gestione alla Forza Armata, portò alla ricostituzione del 16º Stormo come Protezione delle Forze, reparto di fanteria leggera aviotrasportabile, con la soppressione della Vigilanza Aeronautica Militare (VAM) a far data dal 1º gennaio 2005, per la vigilanza ordinaria delle infrastrutture militari aeronautiche e degli aeroporti militari, affidata alla categoria Supporto Operativo, specialità "Difesa terrestre". 
Il primo addestramento specialistico ai futuri istruttori fu fornito inizialmente dal Battaglione Scuole Caorle della Brigata "San Marco" della Marina Militare.
Il personale, acquisita la qualifica di fuciliere dell'aria (FCA), opera per la protezione alle infrastrutture e installazioni militari in ambito nazionale e nelle missioni in ambito internazionale.
La compagnia "Fucilieri paracadutisti" dello stormo ha acquisito la capacita di extraction force.
Ai Fucilieri dell'aria del 16º Stormo "Protezione delle Forze" è anche affidata, a rotazione, la sicurezza e la protezione della Base militare italiana di supporto "Amedeo Guillet", nei pressi della città di Loyada nello Stato africano di Gibuti, a 7 km dal confine con la Somalia.

## Organizzazione
- Ufficio comando
- Battaglione Fucilieri dell'Aria;
  - 1ª Compagnia
  - 2ª Compagnia
  - 3ª Compagnia paracadutisti (attestati a Pisa)
- Gruppo Addestramento STO/FP;
- Gruppo Supporto Logistico operativo;
- Gruppo Supporto Tecnico operativo;
- Centro Cinofili (Grosseto).

## Comandanti
- Colonnello Romeo Paternò (ottobre 2011 - settembre 2013)
- Colonnello Andrea Marradi (settembre 2013 - settembre 2015)
- Colonnello Giorgio Piccirillo (settembre 2015 - settembre 2017)
- Colonnello Giampaolo Marin (settembre 2017 - gennaio 2019)
- Col. Antonio Pellegrino (gennaio 2019 - novembre 2021)
- Col. Donato Barnaba (novembre 2021 - dicembre 2023)
- Col. Andrea Giuliani (dicembre 2023 - in carica)

## Caratteristiche

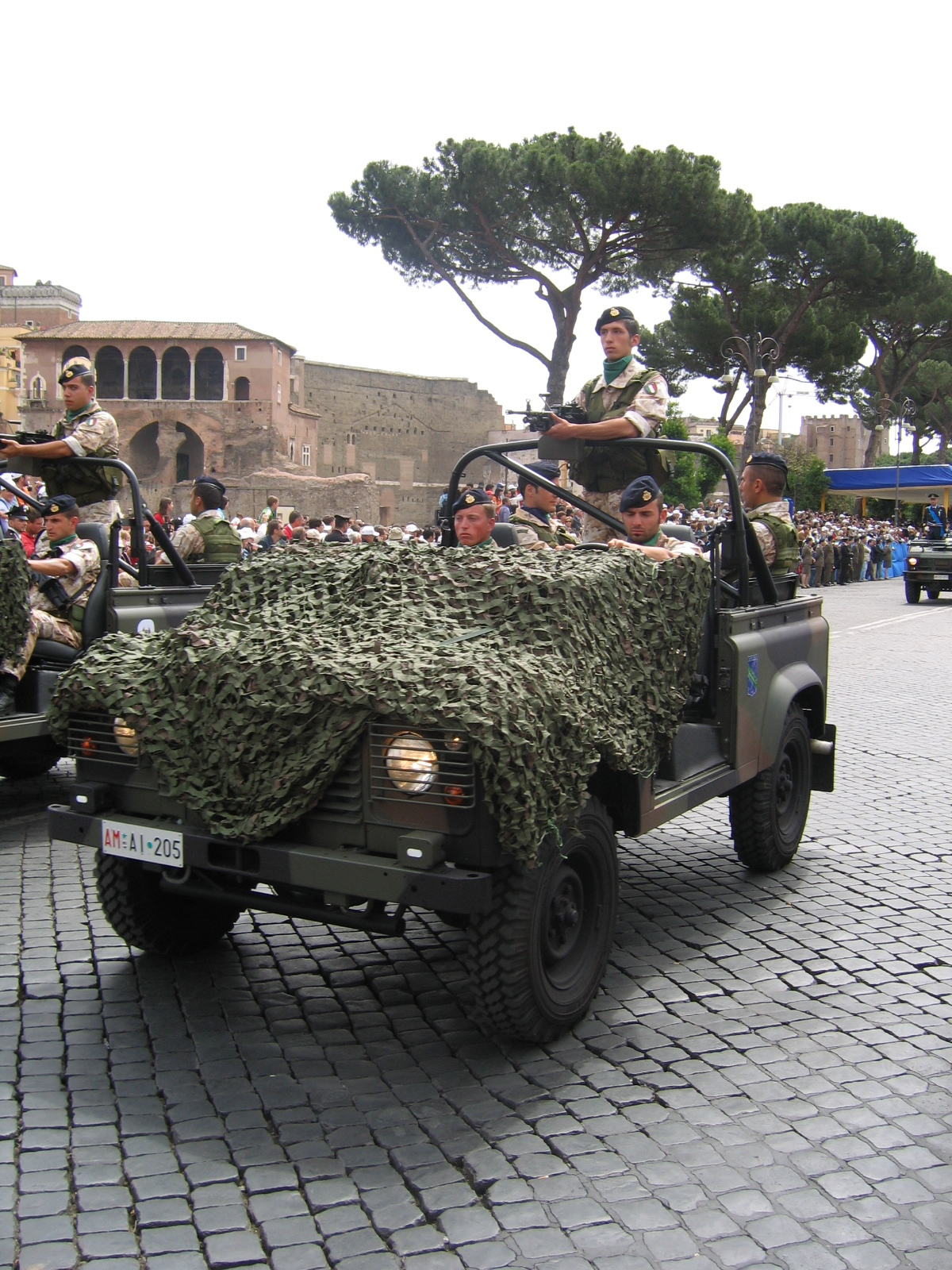
Fucilieri dell'aria del 16º Stormo

Il battaglione concorre abitualmente al dispositivo di sicurezza di rischieramenti militari all'estero, a operazioni di mantenimento della pace e di soccorso umanitario, nonché all'attuazione in campo nazionale di misure di protezione in occasione di grandi eventi o di mantenimento dell'ordine pubblico.
Il battaglione di Fucilieri dell'Aria del 16º Stormo è sempre stato impegnato sin dalla fondazione, in situazioni reali, anche all'estero.
Dal 2009 anche il 9º Stormo dispone di un "Gruppo Fucilieri dell'Aria", con sede presso l'aeroporto di Caserta-Grazzanise, che svolge attività di controllo del territorio, difesa terrestre di obiettivi sensibili tra cui il sedime aeroportuale, difesa CBRN, riconoscimento e disattivazione ordigni esplosivi, perlustrazione aree e disposizione check-point.
Periodicamente, il 16º Stormo unisce le forze con i fucilieri del 9º Stormo e con gli Incursori del 17° per aggiornamenti e addestramenti congiunti.

## L'attività
Il reparto ha operato presente in molteplici teatri operativi:
- dall'agosto 2005 ad agosto 2021, si trovavano all'Aeroporto Internazionale di Kabul, in Afghanistan, dove si sono occupati della protezione interna ed esterna (fino a un raggio di 10 km fuori dalla recinzione di sicurezza) in avvicendamento con il 3º Reggimento "San Marco";[5]
- sono presenti con un distaccamento presso la FSB (Forward Support Base) di Herat, sempre come contingente ISAF;
- dal 2009, sono presenti come supplemento di sicurezza nella città di Kabul, con compiti di scorta al personale militare NATO.

Dal luglio al dicembre 2006, distaccamento nella Repubblica Democratica del Congo e nel Gabon, per conto dell'ONU e sotto egida EUFOR, per tutelare il consolidamento del processo democratico col monitoraggio delle prime elezioni legislative e presidenziali dopo ben 15 anni di guerra civile. Nel 2007, furono impiegati a scorta durante la visita in Sudan della Commissione Affari Esteri.
Nel 2010, nell'emergenza causata dal disastro di Haiti, i Fucilieri dell'Aria furono impiegati nell'operazione White Crane, che già a 48 ore dal sisma si trovavano a Port-au-Prince, imbarcati sul Cavour, per fornire libertà di movimento e protezione ai militari del Genio, oltre che portare i primi soccorsi ai bisognosi. Nel 2011 i Fucilieri vennero impiegati sul territorio italiano, nel contesto dell'Operazione Unified Protector, a rinforzo della protezione degli aeroporti di Trapani-Birgi e Sigonella.

## Addestramento
Il personale appartenente al 16º Stormo "Protezione delle Forze" acquisisce la qualifica di Fuciliere dell'Aria dopo un intenso iter addestrativo volto ad accertarne lo spirito di adattabilità, l'equilibrio, la prontezza, nonché la capacità di operare nei diversi scenari per tempi prolungati.
L'arruolamento nel Reparto è volontario e aperto a ufficiali superiori e inferiori, marescialli, sergenti, truppa in servizio permanente e vfp4 dell'Aeronautica Militare, che possono fare domanda tramite concorso interno, di cadenza annuale.
Prima di accedervi, i candidati vengono sottoposti a una rigida selezione psicofisica e attitudinale, da parte di una commissione di selezionatori militari e civili appositamente nominata. I candidati idonei vengono ammessi a 20 settimane di addestramento specifico, nel quale gli Aspiranti Fucilieri accrescono adattabilità, equilibrio, prontezza, capacità operativa per incarichi di medio e lungo termine, con l'acquisizione di una capacità operativa terrestre.
La fase di formazione e selezione, che come detto ha la durata di 5 mesi circa, costituisce un corso di Addestramento al Combattimento Terrestre (ACT) teorico e pratico:
- impiego operativo e tattico a livello di squadra, plotone e pattuglia nelle varie fasi del combattimento terrestre;
- topografia e valutazione di itinerari di movimento, o preparazione allo stazionamento difensivo, in funzione dell'ambiente;
- studio, pianificazione ed esecuzione di azioni in ambienti operativi complessi;
- movimento, rastrellamento, perquisizione, organizzazione di un check-point;
- uso di equipaggiamenti per la difesa chimica, biologica, radiologica, nucleare (CBRN), sia teorica che pratica, per operare in ambienti contaminati;
- conoscenza e impiego delle armi in dotazione e uso delle stesse in condizioni tattiche;
- norme di sicurezza, trasporto, custodia, manutenzione di armi e munizioni;
- detenzione e disinnesco di ordigni esplosivi, anche improvvisati;
- addestramento per l'impiego elitrasportato, con tecniche e formazioni di sbarco e imbarco in assetto tattico;
- tecniche di discesa da elicotteri in volo stazionario, fast-rope e corda doppia.

I candidati vengono anche sottoposti a un approfondito programma di potenziamento aerobico e condizionamento fisico, per mezzo di allenamenti al chiuso, negli impianti sportivi dello Stormo, e all'aperto, a pochi chilometri di distanza, nel parco delle Pianelle.
L'impegno più gravoso per i candidati sono senza dubbio le marce zavorrate da 6, 8, 10 e 30 km previste nell'addestramento di base dei Fucilieri.
Ai promossi viene consegnato il basco blu di Fuciliere dell'Aria, simbolo distintivo del Battaglione. Durante la tradizionale cerimonia a ciascun nuovo membro del Reparto viene consegnato il copricapo direttamente dalle mani di un Fuciliere in servizio.
Dal 2005 presso il 16º Stormo è stato costituito il gruppo STO/FP (Survive to Operate / Force Protection), incaricato della conduzione dei corsi per la qualifica di Fuciliere dell'aria e responsabile dei corsi per il conseguimento della qualifica "Difesa Terrestre" per tutto il personale dell'Aeronautica Militare.
Il Reparto si è dotato nel 2009 di una torre d'ardimento, essenziale per l'addestramento dei Fucilieri nella discesa dagli elicotteri. Si tratta di una struttura in travi d'acciaio, alta circa 14 metri, dalla quale i Fucilieri apprendono in maniera graduale la tecnica del fast-rope, ovvero la discesa rapida dall'elicottero con l'uso di una robusta corda in canapa.